# Chyszów
Chyszów – dzielnica Tarnowa, osiedle nr 9 będące jednostką pomocniczą Gminy Miasta Tarnowa. Obszar Chyszowa włączono do Tarnowa w 1951 roku.

## Lokalizacja
Osiedle Chyszów położone jest w środkowej i zachodniej części miasta. Leży na prawym brzegu Białej. Przez rzekę graniczy z Mościcami. Od wschodu sąsiaduje ze Strusiną, sięgając ulic Osiedle i Obywatelskiej. Rozciąga się na południe od Klikowej, od Rowu Chyszowskiego (na północy) po linię kolejową nr 91 (na południu).

## Historia
Pierwsze wzmianki o Chyszowie, jako wsi, pochodzą z początku XV wieku. 4 marca 1426 roku podkomorzy sandomierski Andrzej z Żelichowa ustalił granicę pomiędzy dobrami Jana z Tarnowa a Chyszowem, należącym do szlachetnych Jana i Piotra. Chyszów od zachodu graniczył ze Świerczkowem i Dąbrówką Infułacką, od południa i wschodu ze Strusiną, a od północy z Klikową. Wieś została założona przez Jana Romera, za zgodą króla Władysława Jagiełły i przez wieki była siedzibą rodu Romerów. Na przełomie XVI i XVII wieku Romerowie opuścili Chyszów, przesiedlając się do Bieździedzy. W XIX wieku Chyszów był własnością folwarczną książąt Sanguszków.

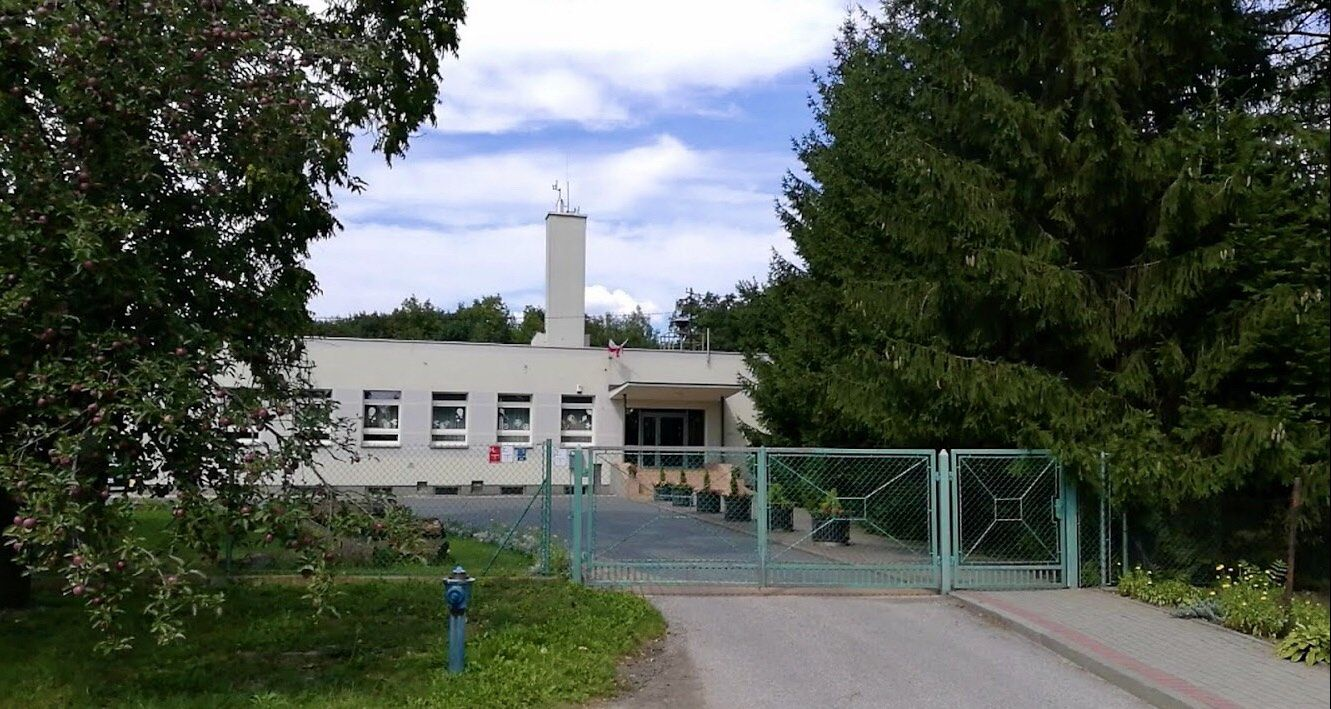
Szkoła Podstawowa Integracyjna nr 11 im. Marii Dąbrowskiej

Po I rozbiorze Polski Chyszów znalazł się w Królestwie Galicji i Lodomerii, w latach 1854–1867 był gminą jednostkową (niem. Gemeinde) w powiecie tarnowskim (niem. Bezirk Tarnow). W 1884 roku w Chyszowie funkcjonowały dwa młyny wodne. W 1892 roku władze austriackie otworzyły we wsi pierwszą szkołę. Książę Eustachy Stanisław Sanguszko zbudował tu stadninę koni, w której hodowano m.in. konie czystej krwi arabskiej. W 1906 roku oddano do użytku biegnącą przez Chyszów linię kolejową nr 115. W 1915 roku, w czasie I wojny światowej, na terenie Chyszowa otwarto cmentarz wojskowy. W 1917 roku rozpoczęły działalność warsztaty naprawy taboru kolejowego, w 1951 roku przekształcone w Zakłady Mechaniczne „Tarnów”.
Po zakończeniu II wojny światowej, w wyniku reformy rolnej, stadninę i dobra folwarczne Sanguszków upaństwowiono. W 1951 roku obszar Chyszowa został włączony do Tarnowa. W 1966 roku ukończono, rozpoczętą dwa lata wcześniej, budowę nowej szkoły podstawowej. W latach 70. XX wieku część Chyszowa zadrzewiono, tworząc lasek Chyszowski – strefę ochronną dla Zakładów Azotowych.
Po roku 1990 teren dawnego folwarku został opuszczony, część zabudowań wyburzono, w 2011 roku otwarto tu plac targowy „Chyszów”. W 2003 roku uchwałą rady miasta utworzono osiedle nr 9 „Chyszów”, jednostkę pomocniczą Gminy Miasta Tarnowa.

## Demografia
W 1854 roku Chyszów liczył 244 mieszkańców, natomiast w 1921 roku, kiedy we wsi znajdowało się 66 budynków mieszkalnych, 500 mieszkańców. W połowie 1965 roku w tarnowskiej dzielnicy Chyszów, o powierzchni 364 ha, zameldowanych na stałe było 1591 mieszkańców. Obecnie Chyszów jest najmniejszym pod względem liczby ludności osiedlem Tarnowa, na koniec 2024 roku mieszkało w nim 1948  osób. Największą populację Osiedle Chyszów odnotowało w 2018 roku, potem do 2023 liczba ludności systematycznie spadała.

## Zabytki

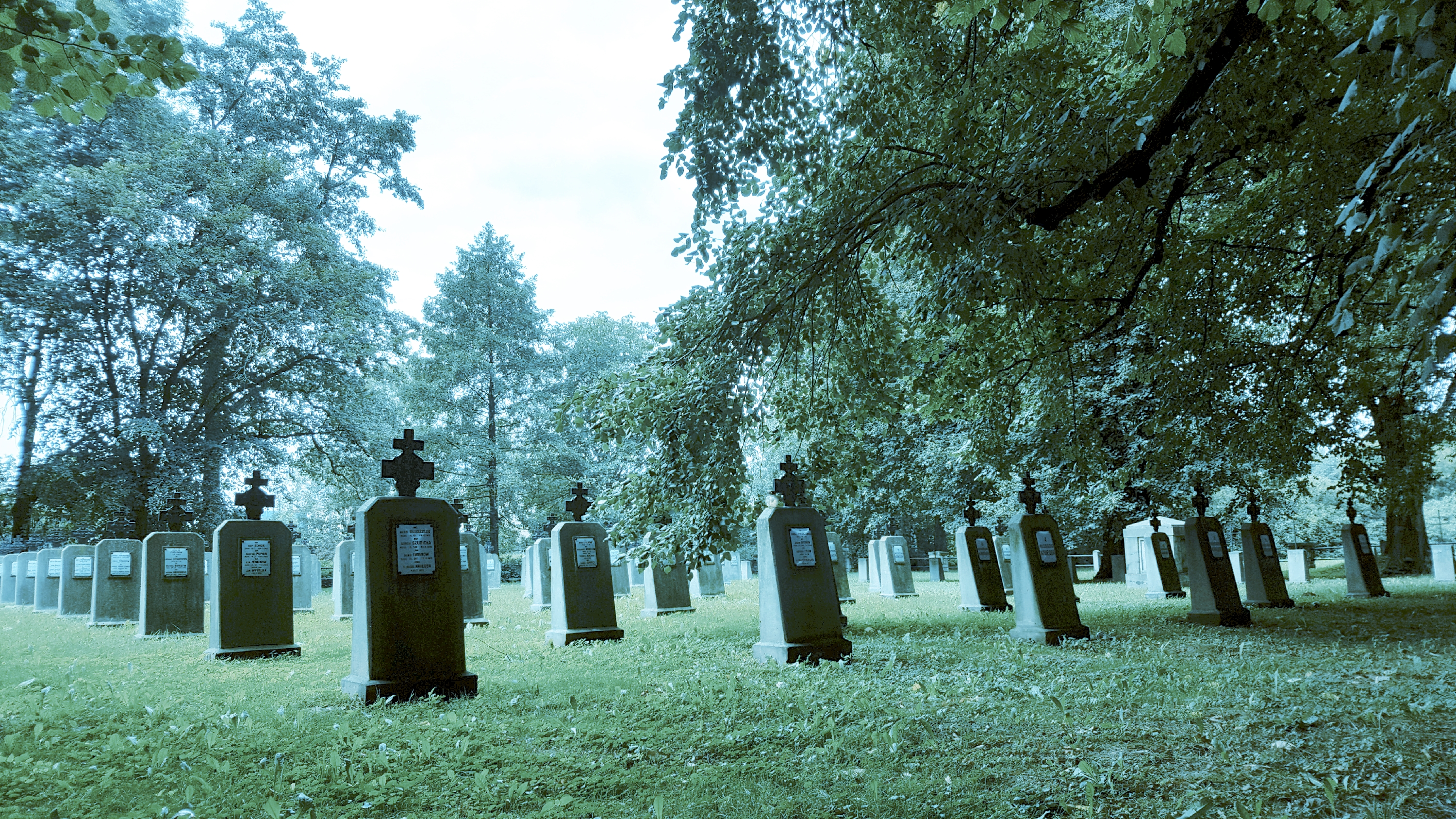
Cmentarz wojenny nr 200
Cmentarz z okresu I wojny światowej zaprojektowany przez Antona Müllera, otwarty w 1915. Pochowano na nim 1358 żołnierzy.